# Baziówka szyszkowata

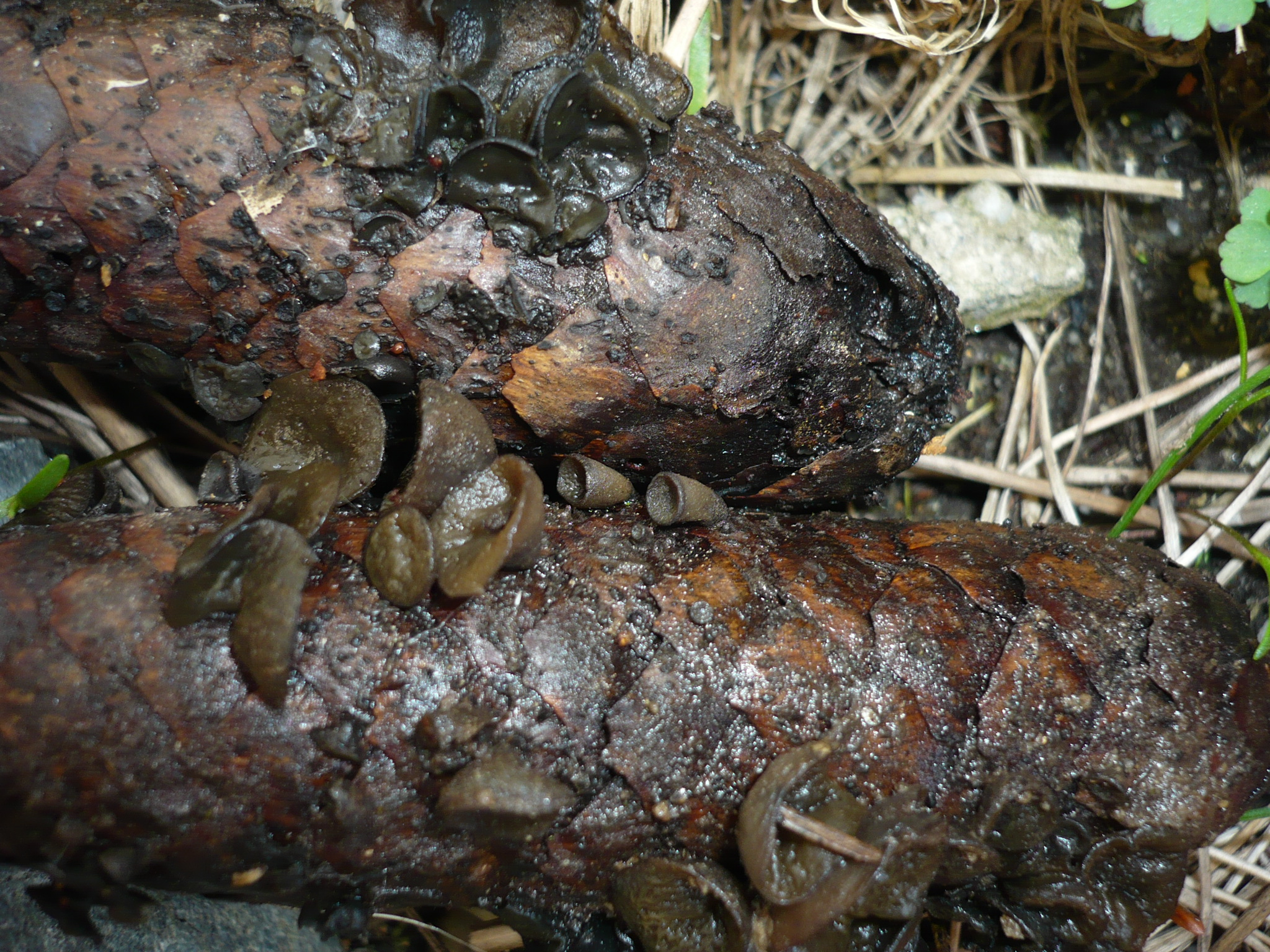

Baziówka szyszkowata (Rutstroemia bulgarioides P. Karst.) – gatunek grzybów z rodziny baziówkowatych (Rutstroemiaceae).

## Systematyka i nazewnictwo
Pozycja w klasyfikacji według Index Fungorum: Rutstroemiaceae, Helotiales, Leotiomycetidae, Leotiomycetes, Pezizomycotina, Ascomycota, Fungi.
Synonimy naukowe:
- Chlorociboria bulgarioides (P. Karst.) C.S. Ramamurthi 1958
- Ciboria bulgarioides (P. Karst.) Baral, 1985
- Peziza bulgarioides Rabenh. 1867
- Piceomphale bulgarioides (P. Karst.) Svrček 1957

Nazwę polską podaje internetowy atlas grzybów. W niektórych atlasach grzybów gatunek ten opisywany jest także jako prószyczka szyszkowa.

## Budowa owocnika
Młody owocnik jest miseczkowaty, później krążkowaty; ciemnobrązowy do prawie czarnego; jego krótki trzonek wyłania się z czerniejących łusek szyszki; przeważnie 0,3–0,6 cm, rzadziej do 1,5 cm średnicy.
W kwietniu i maju na opadłych łuskach szyszek jodłowych występują owocniki kubianki rudawej (Ciboria rufofusca), są one jaśniejsze, czerwonobrązowe do pomarańczowobrązowych, pucharkowate, później miseczkowate albo płaskie, do 1 cm średnicy. Również wczesną wiosną na opadłych ubiegłorocznych kotkach olszy wyrasta kubianka kotkowa (Ciboria amentacea). Owocniki jej, pucharkowate za młodu, później płaskie, są ochrowobrązowe i na brzegu delikatnie owłosione.

## Występowanie i siedlisko
W Polsce jest dość pospolity. W internetowym atlasie grzybów zaliczony jest do gatunków zagrożonych i wartych objęcia ochroną.
Występuje w gęstych skupieniach, wyłącznie na leżących świerkowych szyszkach w górskich lasach iglastych; po spłynięciu śniegów wszędzie częsty. 